# Werelderfgoed in Vietnam
Tot het UNESCO werelderfgoed in Vietnam behoren acht werelderfgoederen. De eerste werd in 1993 ingeschreven.

## Werelderfgoederen

### Actuele Werelderfgoederen
Deze lijst toont de werelderfgoederen in Vietnam in chronologische volgorde (C – Cultuurerfgoed; N – Natuurerfgoed).
| Naam                                                                               | Jaar | Soort | Beschrijving         | Afbeelding |
| ---------------------------------------------------------------------------------- | ---- | ----- | -------------------- | ---------- |
| Complex van Huémonumenten                                                          | 1993 | C     |                      |            |
| Ha Long Baai                                                                       | 1994 | N     | (uitgebreid in 2000) |            |
| Oude stad Hoi An                                                                   | 1999 | C     |                      |            |
| Heiligdom My Son                                                                   | 1999 | C     |                      |            |
| Nationaal Park Phong Nha-Ke Bang                                                   | 2003 | N     |                      |            |
| Centrale Sector van de Keizerlijke Citadel van Thang Long – Hanoi                  | 2010 | C     |                      |            |
| Citadel van de Ho-dynastie                                                         | 2011 | C     |                      |            |
| Landschapscomplex Trang An                                                         | 2014 | C/N   |                      |            |
| Complex van monumenten en landschappen van Yen Tu, Vinh Nghiem en Con Son-Kiep Bac | 2025 | C     |                      |            |

### Als Werelderfgoed genomineerde objecten
Op de voorlopige lijst van de UNESCO worden objecten ingeschreven die naar het inzicht van de betreffende regering potentieel voor de erkenning als werelderfgoed in aanmerking komen. Dit zegt niets over een eventuele daadwerkelijke succesvolle inschrijving op de lijst. Tegenwoordig (2022) zijn op de voorlopige lijst acht objecten uit Vietnam ingeschreven.
| Naam                                                                   | Jaar | Soort | Beschrijving | Afbeelding |
| ---------------------------------------------------------------------- | ---- | ----- | ------------ | ---------- |
| Huong Son-complex van natuurlijke schoonheid en historische monumenten | 1991 | C/N   |              |            |
| Gebied met oude rotstekeningen in Sa Pa                                | 1997 | C/N   |              |            |
| Nationaal park Cát Tiên                                                | 2006 | N     |              |            |
| Hang-Con-Moong-grot                                                    | 2006 | C     |              |            |
| Cat-Ba-archipel                                                        | 2017 | N     |              |            |
| Ba-Be-Na Hang natuurlijk erfgoedgebied                                 | 2017 | N     |              |            |
| landschapscomplex en monumenten van Yen Tu                             | 2021 | C     |              |            |
| Óc Eo Ba - De archeologische vindplaats                                | 2022 | C     |              |            |

## Objecten voorheen op de Kandidatenlijst
Deze objecten werden van de voorlopige lijst verwijderd en door nieuwe vervangen.
| Naam                      | Jaar        | Soort | Beschrijving | Afbeelding |
| ------------------------- | ----------- | ----- | ------------ | ---------- |
| Nationaal park Cúc Phương | 1993 - 1993 | N     |              |            |

Complex van Huémonumenten · Hạ Longbaai · Oude stad Hội An · Heiligdom My Son · Nationaal park Phong Nha-Kẻ Bàng · Centrale sector van de Keizerlijke stad van Thăng Long · Landschapscomplex Trang An